# Latton
Latton è un piccolo villaggio e una parrocchia civile che si trova a circa 2,4 km a nord di Cricklade, nella contea del Wiltshire nel Sud Ovest dell'Inghilterra, Regno Unito. 

## Geografia fisica

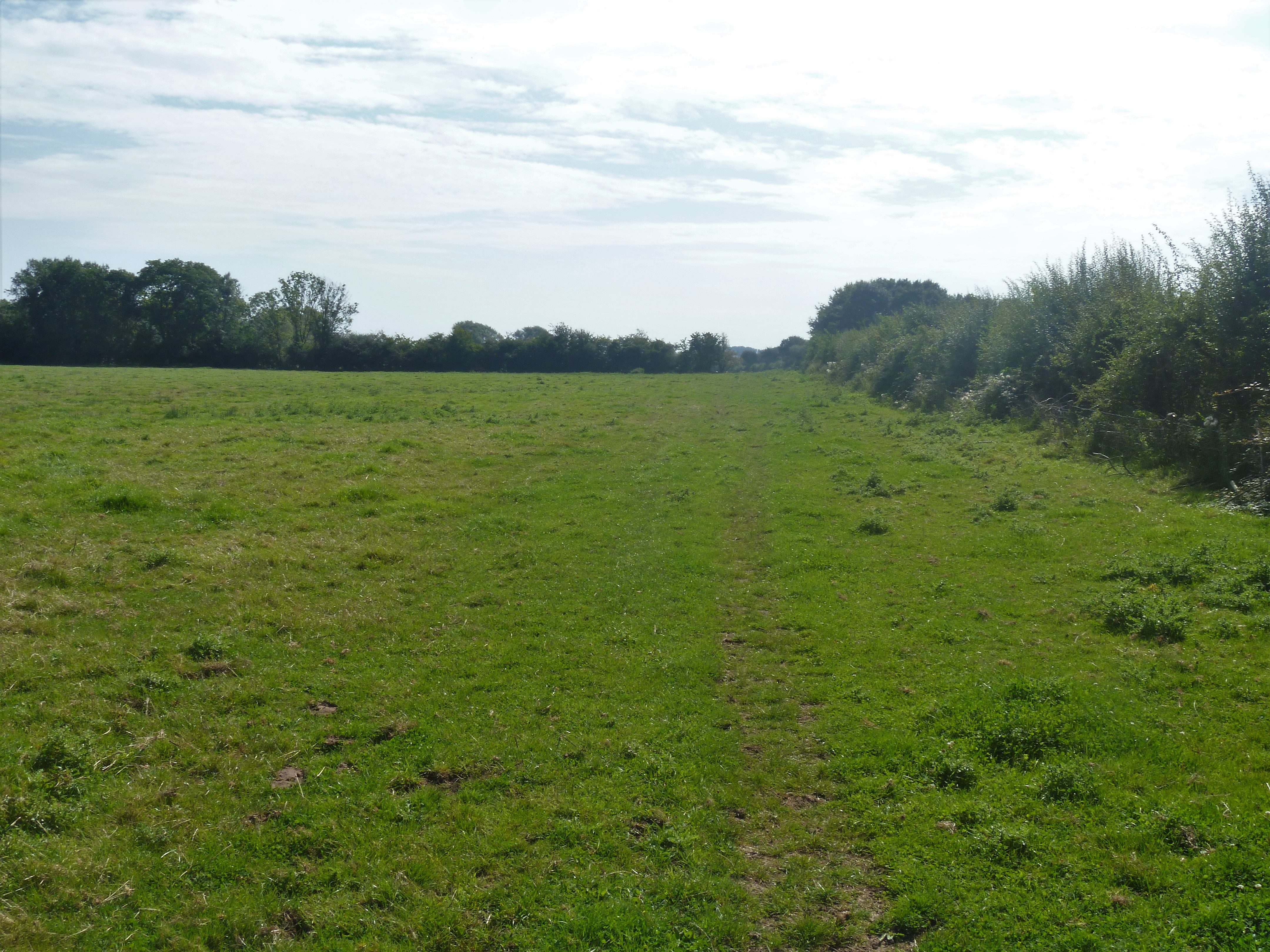
Territorio di Latton

### Territorio
Il territorio della parrocchia civile di Latton occupa una superficie di 0.2421 km² con un livello medio sul mare di circa 85 metri. I confini parrocchiali sono caratterizzati da diversi corsi d'acqua. A nord-est, che è anche il confine della contea con il Gloucestershire, scorre l'Ampney Brook. A sud ci sono il Tamigi e il suo affluente, il fiume Ray. A nord-ovest, il fiume Churn, un altro affluente del Tamigi. Fino al 1896 gran parte del confine a nord-est seguiva il corso principale del torrente Ampney, e il resto un corso minore del torrente Ampney e un corso d'acqua principale del Tamigi. La rettifica di questi corsi d'acqua tra il 1802 e il 1875 circa ha causato lievi modifiche. Anche tratti del confine di Latton con la parrocchia di St Sampson, Cricklade, furono raddrizzati intorno al 1802 e tra il 1840 e il 1875 per coincidere con i miglioramenti del fiume. Nel 1984, quando il terreno fu trasferito alla parrocchia di Cricklade, il confine a sud-est di quei tratti rettilinei fu ridisegnato per seguire un nuovo tratto di strada principale costruito nel 1975. All'estremità nord-occidentale della parrocchia di Latton, il confine tra il ruscello Ampney e il corso d'acqua principale del Churn corre come due linee rette, una delle quali segue una strada romana. Il territorio degrada dolcemente dal confine rettilineo all'estremità nord-occidentale, dove il punto più alto è a 100 metri, fino al Tamigi all'estremità sud-orientale, dove il punto più basso è a circa 78 metri. Sui terreni più elevati a nord-ovest, compresa la cresta che corre a sud-est verso il villaggio, affiorano le formazioni sabbiose. Altrove, gli affioramenti sono ricoperti da depositi fluviali principalmente ghiaiosi e, oltre ai corsi d'acqua, da depositi alluvionali. I depositi alluvionali sono più estesi nell'angolo meridionale della parrocchia, dove il Churn e il torrente principale confluiscono nel Tamigi, e un tratto del torrente Ampney, raddrizzato tra il 1828 e il 1875, attraversa l'angolo sud-orientale della parrocchia. Il corso principale del Churn attraversa la parrocchia vicino al villaggio di Latton, e corsi d'acqua minori confluiscono in ciascuno dei corsi d'acqua di confine. Il villaggio sorge su una bassa cresta, appena percettibile, che corre lungo un terreno prevalentemente pianeggiante, drenando verso le sorgenti del Tamigi superiore che definiscono la maggior parte dei confini parrocchiali. I depositi fluviali sovrastanti l'argilla hanno determinato i regimi agricoli di Latton fin dalla preistoria. L'estrazione di ghiaia su larga scala, durante il XX secolo e tuttora in corso, si è combinata con i recenti miglioramenti autostradali per creare un paesaggio di laghi e incroci stradali.

## Storia
Le indagini archeologiche condotte a partire dal 1970 circa hanno dimostrato che il territorio di Latton fu densamente e ripetutamente abitato con vari insediamenti a partire dal Neolitico fino alla fine dell'epoca romana, anche se non vi fu continuità nella presenza di popolazione nell'area. Un recinto ovale di possibile significato rituale, scavato a sud-ovest della fattoria Westfield, è stato datato al tardo Neolitico o all'inizio dell'Età del Bronzo. Nel nord-ovest della parrocchia cvile è stato trovato un insediamento della media Età del Bronzo, composto da case circolari all'interno di un fossato di notevoli dimensioni, e vi sono tracce della presenza di un'economia agricola mista. All'inizio dell'età del Ferro l'insediamento si era spostato verso sud-est in almeno tre diverse località, a nord-ovest, sud e sud-est della fattoria Westfield. L'abbandono o lo spostamento verso terreni meglio drenati avvenne poi nella media età del Ferro, quando tre piccoli insediamenti pastorali erano attivi, forse stagionalmente, a est di Weavers Bridge. La bonifica dei terreni boschivi, unita alla riorganizzazione e all'intensificazione dell'agricoltura, avvenne durante la tarda età del Ferro e fino all'epoca romana, e gli insediamenti furono stabiliti su nuovi siti. L'area che divenne Latton ha restituito abbondanti testimonianze dell'attività romano-britannica, forse perché si trova lungo Ermin Street, equidistante tra le città romane di Cirencester e Wanborough, con fattorie, sistemi di campi e detriti di occupazione e costruzione, tra cui una pavimentazione a mosaico scoperta intorno al 1670. Insediamenti, non necessariamente contemporanei tra loro, si trovavano all'incrocio del fiume romano sul confine di Cricklade, vicino a Weavers Bridge, a est di Court Farm, a nord-ovest di Street Farm, nel nord della parrocchia successiva tra Dukes Brake e Vines Brake, e altrove. L'insediamento di Weavers Farm fu utilizzato fino alla metà del IV secolo e vicino a Street Farm fu scavata una fossa contenente ceramica, argilla, ossa e un peso da telaio databile all'inizio del periodo sassone 
Il villaggio principale di Latton sorge nei pressi della strada romana che correva da sud-est a nord-ovest da Silchester alle odierne Cirencester e Gloucester. Il Domesday Book del 1068 registra sul sito un insediamento di circa 20 famiglie con due mulini. I terreni erano allora di proprietà di Reinbald, come riportato in un decreto di Guglielmo I del 1067. Latton ed Eisey furono concessi nel 1133 da Enrico I all'abbazia di Cirencester. Nel 1896 la parrocchia di Eysey fu annessa alla parrocchia di Latton, estendendola a est e a sud e più che raddoppiandone l'area. Nel 1984, dopo che la A419 fu raddrizzata per aggirare Cricklade, i terreni sul lato della strada che dava sulla città furono trasferiti alla parrocchia di Cricklade. L'estrazione di ghiaia iniziò su piccola scala nel XVI secolo, mentre l'estrazione intensiva di sabbia e ghiaia dai terreni a sud-ovest di Ermin Street iniziò a metà degli anni novanta del XX secolo. Due laghi derivanti da queste estrazioni costituiscono un'estensione del Cotswold Water Park. Era presente un caseificio vicino a Latton sin dal 1935, che impiegava circa 139 persone nel 1956 e che chiuse intorno al 1996. La tenuta chiamata Latton nell'XI secolo, i terreni coltivati nelle fattorie del villaggio di Latton e la parrocchia della chiesa di Latton apparentemente occupavano tutti lo stesso territorio. Nel 1896 la parrocchia di Eisey fu annessa aumentandone la superficie. Nel 1984 poi un trasferimento di terreni a Cricklade la ridusse.

## Monumenti e luoghi d'interesse

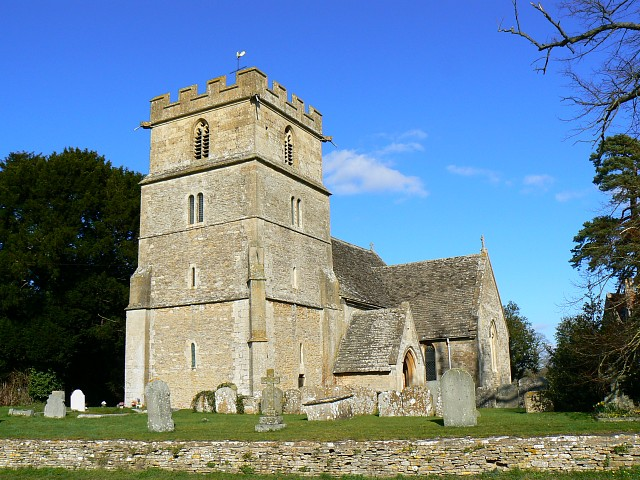
Chiesa di San Giovanni Battista

Ci sono vari edifici storici e altri siti d'interesse nel territorio di Latton.
- Chiesa di San Giovanni Battista (in inglese Church of St John the Baptist). Si tratta di una chiesa parrocchiale anglicana che risale al XII secolo. La chiesa era dedicata a San Giovanni Battista già nel 1763. La ricostruzione del XIX secolo fu in stile gotico decorato su progetto di William Butterfield ed eseguita da John Roseblade, un costruttore locale. Butterfield seguì i precedenti romanici distinguendo il presbiterio e il coro. Butterfield progettò anche un portico sostitutivo, rimodellò la cappella transettale nord che presentava vetrate e progettò gli arredi liturgici: balaustre d'altare, un fonte battesimale in pietra e un pulpito in legno con ante traforate. L'English Heritage ha inserito dal 17 gennaio 1955 la chiesa di San Giovanni Battista di Latton tra gli edifici storici come monumento classificato di prima categoria col numero 1284123. La chiesa appartiene alla diocesi di Bristol.[8][9][10][4]

## Geografia antropica

### Urbanistica
La parrocchia civile Latton comprende la frazione di Eisey (o Eysey), a est di Latton. Nel Medioevo esistevano insediamenti a Eysey e Water Eaton, entrambi ridotti a fattorie.

### Villaggio di Latton
A Latton c'era un insediamento prima del 1066, quando la sua proprietà fu unita a quella di Eisey. In seguito furono amministrate, e spesso tassate, insieme.  Nel XIII secolo o nel XIV secolo, il villaggio di Latton era probabilmente diviso in due parti separate. La chiesa, la fattoria demaniale e la casa del vicariato sorgevano in un unico gruppo a circa 300 metri a nord-est di Ermin Street e forse fino a 25-30 fattorie e caseggiati di proprietà consuetudinaria sorgevano quasi certamente lungo Ermin Street, circa 750 metri dei quali fungevano da strada del villaggio. La costruzione di questi caseggiati potrebbe essere stata parte di uno sfruttamento pianificato del territorio e aver coinciso con la sistemazione dei campi aperti e dei prati e pascoli di Latton. La strada che collegava le due parti del villaggio era chiamata Gosditch nel XX secolo. All'incrocio con Ermin Street, una croce di pietra su una base a gradini fu eretta probabilmente nel XIII secolo. La fattoria demaniale sorgeva probabilmente a sud-est della chiesa, sul sito di edifici che nel XX secolo erano chiamati Church Farm. Con un contratto di locazione del 1532, l'affittuario era tenuto a costruire una casa signorile a otto campate vicino agli edifici della fattoria demaniale e una casa chiamata Latton Farmhouse fu data in affitto nel XVII secolo. Una casa costruita con una pianta regolare a est con un giardino formale a sud-ovest sorgeva a circa 60 metri a sud-est della chiesa, e fu demolita alla fine del XIX secolo. Un grande fienile sul sito era stato demolito nel 1679. Gli edifici agricoli presenti nel 2009 erano grandi e in disuso e ne includevano alcuni apparentemente del XIX secolo e altri del XX. Intorno al 1540 fu costruita una chiesa su un sito che era ancora tenuto in affitto dai sagrestani a metà del XVII secolo. L'edificio potrebbe essere stato quello che sorgeva all'estremità occidentale del cimitero intorno al 1802, che era stato demolito nel 1841, e vicino al sito in cui fu costruita la scuola del villaggio nel 1832. La casa del vicariato, che nel 1819 si diceva fosse adiacente al cimitero, sorgeva probabilmente immediatamente a est della chiesa. Nel 1827 fu costruita una nuova casa canonica a nord della chiesa. La vecchia casa fu demolita più o meno nello stesso periodo e, tra il 1841 e il 1875, su quello che probabilmente era il suo cortile, fu costruita una grande casa chiamata Corner.
Intorno al 1800, l'insediamento si era esteso a nord-ovest e a sud degli edifici vicino alla chiesa. A nord-ovest, una fattoria apparentemente costruita nel XVII secolo, forse su una prima recinzione di parte del campo aperto chiamato Home Field, adiacente al villaggio, era chiamata Church Farm. In Croft Lane, tra la fattoria e la chiesa, nel 2009 era sopravvissuto un cottage del XVIII secolo. A sud, un piccolo gruppo di edifici potrebbe essere stato eretto su un terreno incolto. Un edificio, interpretato come un forno o una cucina indipendente, associato a un insediamento vicino, fu scavato prima della costruzione della tangenziale e si scoprì che era in uso dal XIII o XIV secolo fino alla metà del XVI secolo. Nell'alto Medioevo Gosditch potrebbe essere stata lasciata come un ampio vicolo tra campi aperti per collegare la chiesa a Ermin Street. Intorno al 1802 il vicolo era stretto, dei recinti rettangolari si trovavano tra esso e quelli che potrebbero essere stati i suoi confini originali con i campi aperti, e ciò che potrebbe essere nato come piccole fattorie sorgeva su diversi dei recinti. L'unico edificio risalente al 1802 circa sopravvissuto nel 2009 era Bowron Cottage, che sorge vicino all'estremità sud-occidentale di Gosditch e fu apparentemente costruito come una piccola fattoria verso la fine del XVIII secolo.

### Altri insediamenti
Il principale insediamento oltre al villaggio è la frazione di Eysey, nel quale esisteva una piccola chiesa dedicata a Santa Maria sin dal XII secolo o prima. Venne chiusa nel 1948 e fu demolita nel 1953. A Water Eaton esisteva una cappella dedicata a San Lorenzo, dal XII secolo. Sul fiume Churn c'erano due mulini, uno vicino al villaggio e uno a sud-est. A parte questo, a quanto pare, nel Medioevo vi erano pochi insediamenti al di fuori del villaggio. Due fattorie, Westfield Farm e Cowleaze Farm, erano state costruite entro il 1773. Westfield su un terreno aperto recintato precocemente e Cowleaze su un pascolo recintato precocemente. Cowleaze Farm fu demolita intorno al 1960. All'estremità sud-orientale della parrocchia fu costruito un cottage a pedaggio presumibilmente intorno al 1758, modificato e dotato di un piano superiore a graticcio alla fine del XX secolo, e accanto al canale furono costruite la casa del guardiano e la casa del molo nel 1789-90. L'insediamento nel nord-ovest della parrocchia iniziò col XIX secolo. Manor Farm fu costruita nei pressi di Ermin Street tra il 1802 e il 1820 circa. Nel 1875 era diventata una grande fattoria e un paio di case erano state costruite nelle vicinanze. Sui siti vicini furono costruite una fabbrica e una stazione di pompaggio e a metà del XX secolo furono costruite altre tre case. Lungo Ermin Street furono costruite quattro case popolari nel 1938 e sempre a metà del XX secolo furono costruite otto case signorili lungo la strada Down Ampney a sud-est di Manor Farm e due lungo Ermin Street vicino a Westfield Farm. Tra il 1802 e il 1820 circa. Nel 1802 e nel 1875 fu costruito un cottage, forse per un guardiacaccia, accanto al bosco all'estremità nord-occidentale della parrocchia, mentre a sud-est del villaggio furono costruiti edifici agricoli e un paio di cottage, chiamati Lertoll Well nel 2009.

## Trasporti
Le comunicazioni sfruttano le caratteristiche del territorio e utilizzano sia strade sia corsi d'acqua.
- Strade. Ermin Street ricalca la strada romana da Londra a Cirencester e Gloucester via Silchester e Speen, attraversa la parrocchia a sud-est e a nord-ovest. Tracce di probabile epoca romana la collegavano a un insediamento e a campi a est del Weavers Bridge. Sebbene nel 2009 il traffico sulla strada che collegava Londra, Swindon, Cirencester, Gloucester e Hereford attraversasse ancora la parrocchia, poiché la strada principale, Ermin Street, era ormai fuori uso da sud-est in tre fasi. Dopo il periodo romano, e forse intorno all'890, quando Cricklade si sviluppò come nuova città, il traffico fu deviato dalla strada e attraverso la città. Gran parte del tratto di strada che poi andò in disuso si trovava all'estremità sud-est della futura parrocchia di Latton, e una strada rialzata attraverso un terreno pianeggiante e palustre fu costruita per collegare l'estremità nord della strada principale di Cricklade a Ermin Street, circa 100 metri a nord-ovest di Weavers Bridge. Lungo il suo percorso questa strada rialzata e Ermin Street, la strada principale fu trasformata in casello autostradale nel 1758 e in casello autostradale nel 1879. Come parte della strada principale Londra-Hereford via Hungerford, fu designata strada principale nel 1946. Nel 1975 una nuova strada, che deviava da Ermin Street circa 500 metri a nord-ovest dell'incrocio con la strada rialzata, fu costruita come tangenziale per Cricklade, e il traffico fu così deviato da un secondo tratto di Ermin Street. La nuova strada correva leggermente a nord-est del tracciato della strada principale, attraversando l'estremità sud-orientale della parrocchia di Latton. Nel 1997, il resto di Ermin Street nella parrocchia fu sostituito da un nuovo tratto di strada principale costruito come tangenziale per il villaggio di Latton. La nuova strada corre a sud-ovest di Ermin Street. Nel 1997, furono realizzati incroci complessi con strade secondarie vicino a Weavers Bridge e all'estremità nord-occidentale della parrocchia. Nel 2009, gran parte di Ermin Street, che attraversa la parrocchia, rimaneva una strada ben utilizzata che serviva il villaggio di Latton, le fattorie e i lavoratori della ghiaia, e la sua presenza continua a dominare la parrocchia.
- Fiumi e canali. Il corso del Tamigi e del Severn fu aperto attraverso la parrocchia nel 1789. Fu costruito vicino a quello che allora era il corso principale del fiume Churn e aveva delle chiuse vicino a Cerney Wick e a sud del villaggio di Latton. Attraversava Ermin Street sotto un ponte e correva accanto alla strada fino a un molo vicino all'estremità sud-orientale della parrocchia. Il canale trasportava carbone dalla Foresta di Dean e dallo Staffordshire. Il molo serviva Cricklade e nel XIX secolo si chiamava molo di Cricklade. Sebbene il canale non fosse stato abbandonato fino al 1927, a quanto pare il traffico su di esso fu scarso a partire dagli anni sessanta del XIX secolo. Nel 1975 fu costruita la tangenziale di Cricklade lungo il tracciato di quel tratto di canale che correva accanto a Ermin Street. Nel 2009 sono sopravvissute la casa del molo e, vicino a Cerney Wick, una chiusa e la casa del guardiano. Il canale North Wilts fu aperto nel 1819. Si univa al canale Tamigi - Severn poco a ovest del villaggio di Latton e lo collegava al canale Wilts e Berks. Un bacino, una chiusa, un acquedotto sul Churn, un molo e quella che probabilmente era la casa di un marinaio furono tutti costruiti sul nuovo canale, vicino all'incrocio. Il molo si chiamava molo di Latton nel XIX secolo. Il canale fu chiuso per legge nel 1914, essendo cessato il traffico nel 1906.[4][5][6][7]

## Economia
I terreni nella parte nord-occidentale della parrocchia furono sfruttati per l'agricoltura mista, arabile e pastorale, a partire dall'età del bronzo medio, attraverso l'età del ferro e fino all'epoca romana. Il nome Latton, che significa fattoria dove si coltivavano erbe aromatiche, suggerisce una coltivazione specializzata di terreni fertili nel tardo periodo sassone. I campi aperti della comunità medievale erano disposti principalmente su ghiaia e in parte su argilla, i suoi detriti alluvionali venivano utilizzati come prati e, nella parte nord-occidentale della parrocchia, circa metà dei suoi pascoli giaceva su argilla e circa metà su ghiaia. In tempi storici, fino al XIX secolo, c'erano pochi boschi. L'estrazione commerciale di ghiaia iniziò nel XX secolo. Nel 2009 l'acqua era presente in quattro fosse esaurite, due piccole nel villaggio sfruttate all'inizio del XX secolo e due grandi a nord-ovest del villaggio sfruttate dalla metà degli anni novanta. La grande fossa piena d'acqua era il più orientale dei numerosi laghi nella sezione di Ashton Keynes del Cotswold Water Park. Nel 2009, a est di Weavers Bridge, era in corso l'estrazione di ghiaia. Nella prima metà del XX secolo circa due terzi della parrocchia era a prati e pascoli e c'era un caseificio in ciascuna delle cinque fattorie presenti. L'agricoltura era apparentemente mista. Alla fine del XX secolo tutti i terreni della Cooperative Wholesale Society a Latton erano destinati all'agricoltura arabile e alla produzione di latte. Gli edifici immediatamente a sud-est della chiesa erano utilizzati come caseificio. Sulla maggior parte dei terreni a sud-ovest di Ermin Street, l'agricoltura cessò negli anni novanta, quando fu costruita la tangenziale di Latton e iniziò l'estrazione di sabbia e ghiaia. L'allevamento di bovini da latte cessò nel 2002 e nel 2004 nessuna delle fattorie della parrocchia fu più utilizzata per l'agricoltura. All'inizio del XXI secolo, la maggior parte del terreno a nord-est di Ermin Street era arabile e veniva messo a riposo o utilizzato per la coltivazione del grano. Nell'angolo sud-est della parrocchia, la parte di Southam Meadow appartenente alla fattoria Eisey, circa 100 acri dopo la costruzione della tangenziale di Cricklade, rimase a pascolo nel 2004, quando il terreno precedentemente appartenente alla fattoria Cowleaze divenne arabile.